# Rimon-et-Savel
Rimon-et-Savel – miejscowość i gmina we Francji, w regionie Owernia-Rodan-Alpy, w departamencie Drôme.
Według danych na rok 1990 gminę zamieszkiwało 26 osób, a gęstość zaludnienia wynosiła 2 osób/km² (wśród 2880 gmin regionu Rodan-Alpy Rimon-et-Savel plasuje się na 1590. miejscu pod względem liczby ludności, natomiast pod względem powierzchni na miejscu 907.).